# Buch Tibor
Buch Tibor (Budapest, 1969. május 23. –) Aranyalma és Pro Theatro díjas magyar színész.

## Életrajza
1991-1993 között a Toldi Mária Musical Stúdió stúdiósa volt. Ugyanezen időszakban (1991-1993.) a ProVocArt ének quartett tagjaként énekelt. 1993-ban felvételt nyert a Színház-és Filmművészeti Egyetem Operett-Musical szakára, Szinetár Miklós osztályába járt, 1997-ben végzett.
Főiskolás évek alatt eljátszotta a Valahol Európában című musicalben Hosszú szerepét.

## Magánélete
Két fiú gyermeke van, Soroksáron, a Ráckevei-Duna partján. Hobbyja a motorozás, a lovak és a vizisportok. Párja Lőrincz Judit operaénekes.

## Díjai
- Aranyalma díj (Fejér Megyei Hírlap) - 2009 év legjobb színésze (2010)[3]
- Pro Theatro Civitatis Albae Regalis díj (Fehérvár színházáért) (2010)[4]

## Színházi szerepei
- Nevesincs Színház: Mátyás király juhásza: Juhász (1992)
- Pesti Színház: Rómeó és Júlia: Énekes (1992)
- József Attila Színház: Hamupipőke: Királyfi (1993)
- Operett Színház: Valahol Európában: Hosszú (1995)
- József Attila Színház: Én és a kisöcsém: Énekes (1995)
- Madách Kamara: Szerelem arcai: Alex (1996)
- Operett Színház: Elisabeth: Ferenc József (1996)
- József Attila Színház: Diákszerelem: Bobby (1996)
- Operett Színház: Mounmartrei ibolya: Az író (1997)
- Operett Színház: Hotel Menthol: Zsilet (1997)
- Operett Színház: Helló Dolly: Ambrose Kemper (1998)
- József Attila Színház: Légy jó mindhalálig: Török úr (1998)
- Rutkai Színház: Cabaret: Cliford Bradshow (1999)
- Vörösmarty Színház: Tokaji Aszú: Tóni (2000)
- Vörösmarty Színház: János Vitéz: János Vitéz (2001)
- Vörösmarty Színház: Csárdás Királynő: Bóni (2001)
- Vörösmarty Színház: A kőszívű ember fiai: Baradlay Ödön (2001)
- Honvéd Színház: Ibolyák: Pista (2002)
- Vörösmarty Színház: Az oroszlán télen: Francia király, Fülöp (2002)
- Vörösmarty Színház: Jézus tanítványai: Amerikai katona (2002)
- Vörösmarty Színház: Háry János: Háry János (2002)
- Vörösmarty Színház: Diótörő: Szomorú bohóc (2003)
- Vörösmarty Színház: Remix: Malcolm (2003)
- Vörösmarty Színház: Árva Lázár: Ráduly (2004)
- Vörösmarty Színház: A vihar kapujában: Favágó (2004)
- Vörösmarty Színház: Cirkuszhercegnő: Mr X. (2005)
- Miskolci Nemzeti Színház: Quasimodo: Phoebus (2005)
- Siófoki Színház: Fehér huszár: Tenor (2005)
- Vörösmarty Színház: Csodák városa: Valenti (2005)
- Miskolci Nemzeti Színház: Csárdás királynő: Edvin (2006)
- Szegedi Nemzeti Színház: Luxemburg grófja: Luxemburg grófja (2006)
- Csokonai Színház: Marica grófnő: Török Péter (2006)
- Operett Színház: Csárdás királynő: Feri bácsi (2006)
- Operett Színház: Mária főhadnagy: Draskóczy (2006)
- Sportaréna: 56 Csepp vér: Potentát (2006)
- Vörösmarty Színház: Viktória: Koltay László (2007)
- Debreceni Csokonai Színház: Marica Grófnő: Erdődy gróf (2007)
- Vörösmarty Színház: III. Richard: Lord Mayor (2007)
- Debreceni Csokonai Színház: Csárdáskirálynő: Edvin (2007)
- Rutkai Színház: Pajzán históriák (2007)
- Szolnoki Szigligeti Színház: Zsuzsi kisasszony: bonvivan (2008)
- Győri Nemzeti Színház: Marica grófnő: Erdődy gróf (2008)
- Rutkai Színház: Képzelt riport egy amerikai popfesztiválról: József (2008)
- Komáromi Lovas Színház: István a király: István (2008)
- Vörösmarty Színház: Bál a Savoyban: Henry (2008)
- Sziget Színház: Csárdáskirálynő: Edwin (2008)
- Sziget Színház: Viktória: Koltay László (2009)
- Vörösmarty Színház: Chioggiai csetepaté: Titta Náne (2009)
- Komáromi Lovas Színház: Gála (2009)
- Vörösmarty Színház: Ibusár: Kleisrman Mihály, Bajkállóy Richard (2009)
- Vörösmarty Színház: Cabaret: Ernst Ludvig (2009)
- Abba show (2009)
- Veszprémi Petőfi Színház: Sing-sing-sing (2009)
- Pesti Magyar Operettszínpad: Operettgála  (2010)
- Vörösmarty Színház: Kaviár és lencse (2010)
- Komáromi Lovas Színház: Trója: Hektor (2010)
- Vörösmarty Színház: Bor, mámor, szerelem: Slukk Pista (2011)
- Vörösmarty Színház: Zárt tárgyalás: Férfi (2011)
- Vörösmarty Színház: Fekete kávé: Hastings kapitány (2011)
- Sziget Színház-Komáromi Lovas Színház: Honfoglalás: Árpád, Ond (2011)
- Vörösmarty Színház: Óz, a csodák csodája: Bádogember (2011)
- Vörösmarty Színház: Lili bárónő: (2012)
- Vörösmarty Színház. Bor, mámor, szerelem: Slukk Pista (2013).
- Sziget színház, Magyar Lovasszínház: Mátyás az igazságos: Mátyás (2013)
- Sziget Színház- Nemzeti Lovasszínház: Dózsa, a nép fia: Báthory István (2014)
- Pesti Magyar Operettszínpad: Hippolyt a Lakáj: Nagy András, Hippolyt 2015
- Pesti Magyar Operettszínpad: Ancónai szerelmesek: Tomao Niccomacco 2016
- Soproni Petőfi Színház: Sing, sing, sing 2016
- Moravetz Produkció: A világ teremtődése 2016
- Veres1 Színház: Ancónai szerelmesek: Tomao Niccomacco 2017
- Veres1 Színház: Hajszál híján Hollywood: Richard 2018
- Négy Arc Produkció: Tökéletes szerelem: Igazgató 2018
- Veres1 Színház: Pletykafészek: Ernie Cusak 2019
- Négy Arc Produkció: Amíg az asszony alszik: Ribadié 2019
- Négy Arc Produkció: Se veled, se nélküled: Énekes 2019
- Veres1 Színház: Finitó: Pál 2020

## Filmjei
- Doktor Balaton (TV2 sorozat): Szálka
- Magánnyomozók (TV2 sorozat): Darkó Gábor[5]
- Jóban Rosszban (TV2 sorozat): Bright Cosmetics ügyvédje[6]
- Barátok közt : Szemes Bertalan
- Családi titkok: Antal
- Hacktion: Újratöltve: Gera János